# オルホノド・ダイチン
オルホノド・ダイチン（モンゴル語: Олхунууд Дайчин Olhunud Daichin、1966年 - ）は、モンゴル族の中国からの独立を訴える社会活動家、人権活動家。モンゴル自由連盟党代表。南モンゴルクリルタイ常任副会長。

## 略歴
日本国内では日本ウイグル協会などと協力して人権・環境保護運動を行うほか、講演活動や抗議デモ、インターネットメディア出演や著述活動などで南モンゴルの現状を伝えている。

## 共著
- 潮匡人、西村幸祐、河添恵子、いしゐのぞむ、イリハム・マハムティ、オルホノド・ダイチン、ペマ・ギャルポ、黄文雄、石平『日本の国益―野蛮・中国に勝つための10の論点』幸福の科学出版、2012年12月1日。ISBN 978-4863952898。